# Jungledyret
Jungledyret (Hugo, o Tesouro da Amazônia – Aventura na Cidade) é um filme dinamarquês de animação produzido pelo estúdio de animação A.Film A/S e dirigido por Flemming Quist Møller. Este filme teve duas sequências, uma em 1996 e outra em 3D em 2007. Todos são distribuídos no Brasil pela Focus Filmes.

## Sinopse
Hugo é a criatura mais rara do mundo. Mora na selva e adora comer frutas e aprontar com seus amigos macacos Zik e Zak. É também muito esperto, como quando diz que é um animal muito venenoso para não virar jantar de uma cobra.
Mas sua vida pacata se interrompe quando é capturado por Izabella Scorpio, uma ambiciosa cineasta que quer usar o animal para seu novo filme. Hugo foge e acaba sendo levado em um navio para Copenhague, onde fica amigo de Charlie Almôndega (DelleKaj na versão original), um cozinheiro que acaba doando-o para o zoológico. É lá onde Hugo conhece Rita, uma raposa que se torna melhor amiga dele. Ela o ajuda a fugir e fazem uma grande façanha pela cidade. Mas Izabella não desiste e organiza uma equipe para encontrar Hugo.

## Vozes
- Jesper Klein — Hugo, Charlie
- Kaya Brüel — Rita
- Jytte Abildstrøm — Izabella Scorpio
- Flemming Quist Møller — Conrad Cupmann
- Søs Egelind — Zik e Zak
- Helle Ryslinge — Mãe de Rita